# Сергей Мамчур
Сергей Мамчур е украински футболист, централен защитник. Играе за ЦСКА Москва от 1993 до смъртта си през 1997 година.

## Кариера
Кариерата му започва в Днипро през 1990 година. През 1992 играе във Висшата Дивизия на Русия с екипа на Асмарал. Също така взима руско гражданство и играе за младежите на „сборная“. В началото на 1993 е привлечен в ЦСКА. На следващата година е избран за капитан на отбора, но по-късно лентата взима Евгений Бушманов. Украинецът не е твърд титуляр поради конкуренцията на Бушманов и Валерий Минко, но получава достатъчно игрово време. Той успява да изиграе над 100 мача за „армейците“, като има записани срещи и в евротурнирите.

## Смърт
На 26 декември 1997 е намерен мъртъв в дома си. Установява се, че смъртта му е настъпила в резултат на сърдечна недостатъчност. Погребан е в Днепропетровск, като на погребението му присъстват Владислав Радимов, Валерий Минко, Александър Гришин и Сергей Семак.